# Harcovník
Harcovník (případně je, zejména pro období napoleonských válek, užíváno i označení tirailleur, pocházející z francouzštiny) je historické označení pro příslušníka vojska, ať již pěchoty či jezdectva, operujícího mimo hlavní formaci vlastních sil, v rozptýleném, nepravidelném tvaru; v případě pěchoty například v předsunuté rojnici, anebo na křídlech, a znepokojující síly nepřítele před jejich střetem s hlavním seskupením. 
V rytířské době se za harcovníky označovali rytíři pohybující se před hlavním tělesem armády a vyhledávající samostatné souboje s nepřátelskými oponenty ještě před zahájením hlavní bitvy.

## Předmoderní doba

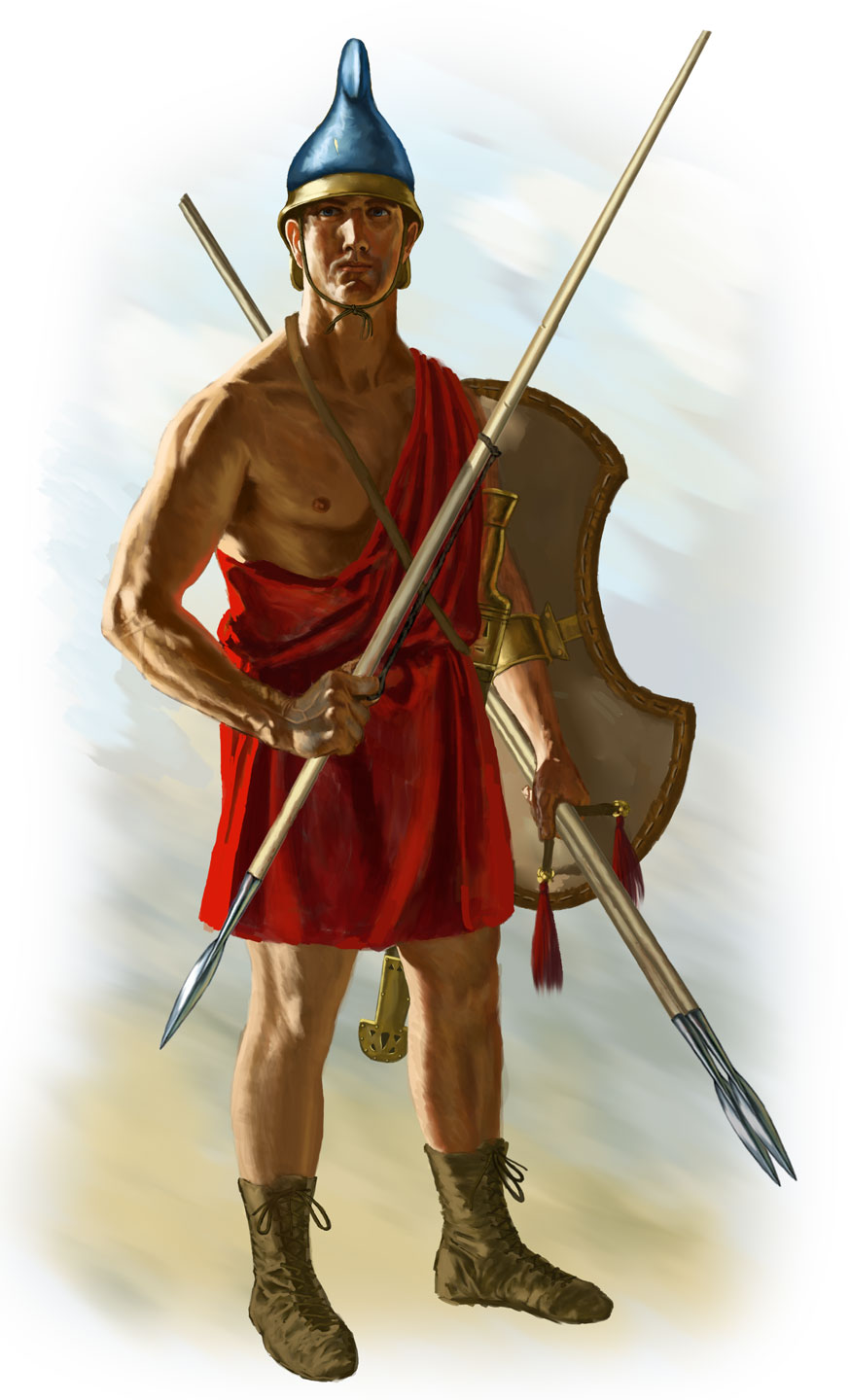
Agrijský peltast, příslušník lehké pěchoty období antického Řecka

V období antiky a středověku působili jakožto harcovníci typicky oddíly lehké pěchoty, nevybavené zbrojí a vyzbrojené mechanickými střelnými, případně vrhacími zbraněmi. Jako příklad mohou posloužit například římští velites anebo středověcí prakovníci.

## Napoleonské války

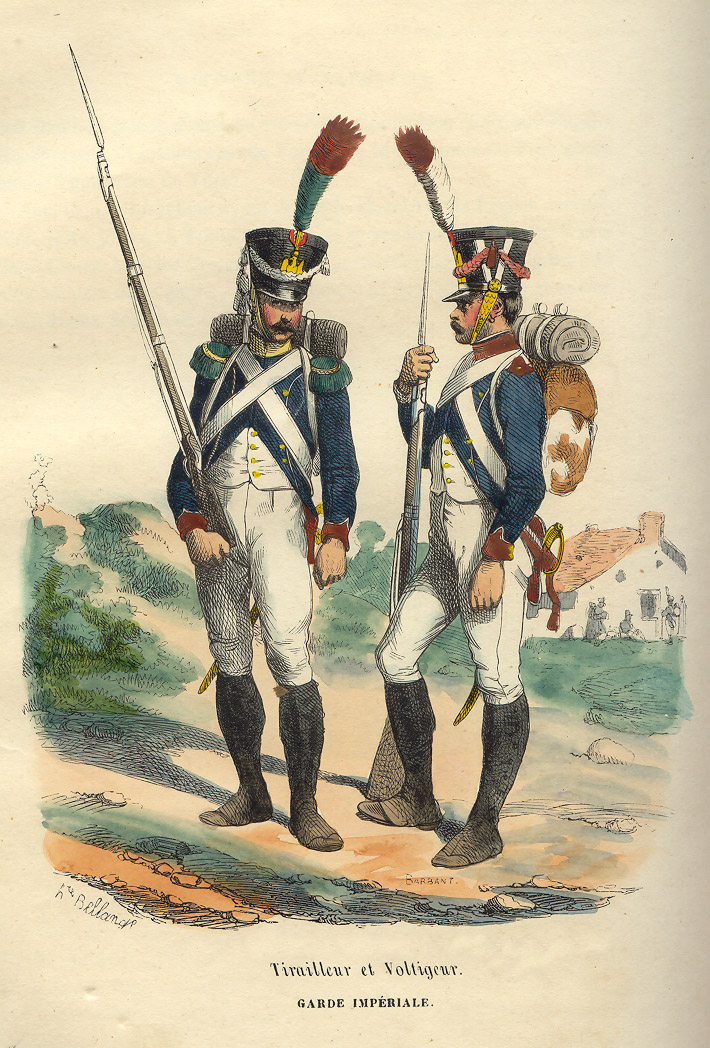
Příslušníci lehké pěchoty Napoleonovy císařské gardy

V průběhu válek 18. a zejména počátku 19. století sehrávali rozptýlení harcovníci vybavení palnými zbraněmi důležitou roli v bitvách, když jejich rojnice kryly hlavní seskupení vlastních vojsk, ať již zformovaných v linii, či útočících v koloně, s cílem rozrušit palbou nepřátelské a současně ochránit vlastní formace před narušením harcovníky nepřítele. Kromě specializovaných jednotek lehké pěchoty existovaly i oddíly (např. v síle roty) lehké pěchoty v rámci pluků řadové pěchoty a existovala snaha vycvičit všechny oddíly tak, aby byly schopny působit jak v roli pěchoty řadové, tak i lehké.
Britská pěchota tohoto období, využívající taktiku odvráceného svahu, rozmisťovala vyčleněné rozptýlené harcovníky na svahu přivráceném k nepříteli, aby zachytili jeho první nápor a včas upozornili hlavní seskupení na nepřátelský útok.

## Pozdější vývoj
Vzhledem k rozvoji palných zbraní a vývoji vojenské taktiky, dělení na lehkou pěchotu operující v rojnicích, a pěchotu těžkou, útočící v sevřených formacích, zaniklo, a s tím i existence jednotek specializovaných pro boj v rozptýleném tvaru, nyní představujícím standardní bojovou taktiku pěchoty.
Francouzská armáda od druhé poloviny 19. století jako tirailleury označovala pěchotní jednotky složené z domorodého obyvatelstva kolonií - například Tirailleurs algériens (alžírští střelci) a Tirailleurs sénégalais (senegalští střelci).